# John Klyberg
John Klyberg, né le 29 juillet 1931 et mort le 16 janvier 2020, est un prélat anglais, évêque anglican de Fulham de 1985 à 1996, date à laquelle il se convertit au catholicisme en raison de son opposition à l'ordination des femmes.

## Biographie
Après avoir étudié à l'Eastbourne College (en) et au Lincoln Theological College (en), il exerce son ministère en l'église anglicane Saint-Jean, dans le quartier d'East Dulwich à Londres. Après quoi, il devient vicaire de la Christ Church et de l'église Saint-Étienne dans le quartier de Battersea ainsi qu'archidiacre de Charing Cross, puis il part en Zambie où il devient recteur de Fort Jameson et doyen de Lusaka. Enfin, en 1985, il revient à Londres et succède à Brian Masters en tant qu'évêque de Fulham. Il devient dans le même temps gardien du temple anglican de Notre-Dame de Walsingham.
Dès les premières discussions, Klyberg se pose en ardent adversaire de l'ordination des femmes. L'accès des femmes à la prêtrise étant définitivement adopté en 1992, de nombreux prêtres anglicans demandent à être reçus au sein de l'Église catholique. Leur nombre est en général estimé entre trois et cinq cents,, avec parmi eux Klyberg et trois autres évêques : Graham Leonard, Richard Rutt et Conrad Meyer. Mais l'établissement d'une véritable « option romaine », permettant aux convertis issus de l'anglo-catholicisme de garder des éléments de leur identité propre, si elle semble avoir été envisagée favorablement par le cardinal Basil Hume, se heurte au refus de la plupart des évêques catholiques, qui craignent qu'elle compromette le dialogue œcuménique,.
Il rejoint finalement l'Église catholique en 1996, suivi d'une centaine de membres de son diocèse, et se voit nommé recteur de l'église St James de Spanish Place, à Londres.